# Curium(III)-chlorid
Curium(III)-chlorid ist ein Curiumsalz der Salzsäure und gehört daher zur Stoffklasse der Chloride. Es ist ein farbloser, kristalliner Feststoff mit der chemischen Formel CmCl3. Da von dem Element Curium keine stabilen Isotope existieren, ist die Verbindung radioaktiv. Da es keine natürlichen Curiumvorkommen gibt, kann diese Verbindung nur synthetisch dargestellt werden.

## Darstellung
Curium(III)-chlorid kann aus der Reaktion von Curium(III)-oxid oder Curium(III)-hypochlorit mit wasserfreiem Chlorwasserstoff bei 400–600 °C hergestellt werden.
{\displaystyle {\ce {Cm2O3 + 6 HCl ->[\Delta T] 2 CmCl3 + 3 H2O}}}

## Eigenschaften
Curium(III)-chlorid ist eine farblose und in Wasser schlecht lösliche Ionenverbindung bestehend aus Cm3+- und Cl−-Ionen. Es kristallisiert im hexagonalen Kristallsystem in der Raumgruppe P63/m (Raumgruppen-Nr. 176) mit den Gitterparametern a = 726 pm und c = 414 pm und zwei Formeleinheiten pro Elementarzelle. Seine Kristallstruktur ist isotyp mit Uran(III)-chlorid. In der Struktur werden die Curiumatome von je neun Chloratomen umgeben, als Koordinationspolyeder ergibt sich dabei ein dreifach überkapptes, trigonales Prisma. Die Cm–Cl-Bindungslängen betragen 260 und 291 pm. Der Schmelzpunkt der Verbindung liegt bei 695 °C.

## Verwendung
Curium(III)-chlorid findet Anwendung in der Actinoidforschung. Das Salz kann als Ausgangsverbindung zur Herstellung von Curium(III)-Komplexen mit Chloroliganden dienen.

## Sicherheitshinweise
Einstufungen nach der CLP-Verordnung liegen nicht vor, weil diese nur die chemische Gefährlichkeit umfassen und eine völlig untergeordnete Rolle gegenüber den auf der Radioaktivität beruhenden Gefahren spielen. Auch Letzteres gilt nur, wenn es sich um eine dafür relevante Stoffmenge handelt.